# 聶良𣏌
聶良𣏌（1547年—1619年），字子實，號念初、念慈，江西撫州府金谿縣人，民籍，明朝政治人物。

## 生平
隆慶元年（1567年）丁卯科江西鄉試第五名舉人。隆慶二年（1568年）中式戊辰科會試第十五名，三甲第二十七名進士。授輝縣知县，万历八年（1580年）六月考选为礼科给事中，十年九月升雲南提學佥事，十四年三月升福建右参议，辞官不任。三十八年五月起補为广西右参议。

## 家族
曾祖聶重慶；祖父聶達；父聶蔣，母陶氏；繼母王氏。具庆下。兄良彬、良栻。從弟聶廷璧，嘉靖进士。子聶文麟，万历进士。